# Canut (Familienname)
Canut (ostkatalanisch: [kəˈnut]) ist ein Nachname katalanischer Herkunft und ist einer der ältesten Nachnamen in Katalonien. Der Ursprung des Namens ist religiös begründet. Er ist auf König Knut IV. (Dänemark), einen strenggläubigen Katholiken und Märtyrer, zurückzuführen. Der Name kommt auch in an Katalonien angrenzenden Regionen vor.